# Cheirodopsis
Ne doit pas être confondu avec le genre de plantes Cheiridopsis.
Cheirodopsis gelkiei
Genre
Cheirodopsis est un genre fossile de poissons à nageoires rayonnées de l’ordre également fossile des Palaeonisciformes qui ont vécu au cours du Carbonifère inférieur. Une seule espèce est connue, Cheirodopsis gelkiei (Traquair, 1881).

## Répartition
Les restes fossiles de Cheirodopsis ont été mis au jour au Royaume-Uni.